# 兵庫県道557号大津西有年線
兵庫県道557号大津西有年線（ひょうごけんどう557ごう おおつにしうねせん）は、兵庫県赤穂市を通る一般県道である。

## 概要
赤穂市大津から赤穂市西有年に至る。

### 路線データ
- 起点：赤穂市大津（岡山県道・兵庫県道96号岡山赤穂線交点）
- 終点：赤穂市西有年（国道2号交点）
- 総延長：9.268 km

## 地理

### 通過する自治体
- 赤穂市

### 交差する道路
| 交差する道路                     | 交差する場所 | 交差する場所 |
| -------------------------------- | ------------ | ------------ |
| 岡山県道・兵庫県道96号岡山赤穂線 | 大津         | 起点         |
| 国道2号                          | 西有年       | 終点         |

### 交差する鉄道
- 山陽新幹線

### 沿線
- 赤穂市立有年小学校（終点付近）